# アジエンス

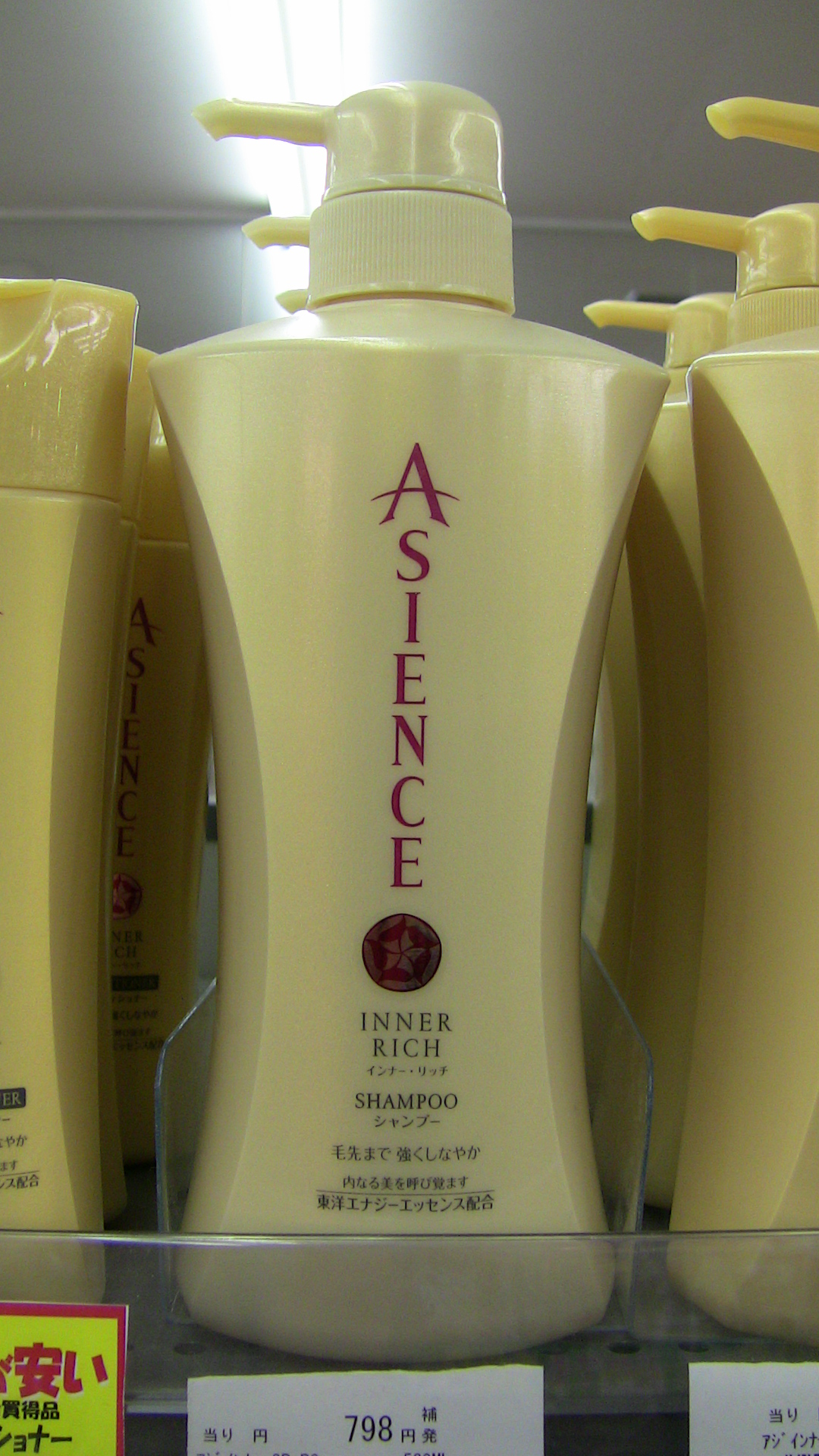
アジエンス インナーリッチ シャンプー（ポンプ）

アジエンス（Asience）は、花王が発売していたシャンプー等ヘアケア製品のブランド名である。

## コンセプト
アジエンスとは造語で、“Asian”、“Essence”および“Science”に由来する。近年、人々の憧憬の対象が西洋美から乖離し、日本・中国といった東アジア諸国が持つ東洋美 (Asian beauty) へと原点回帰していることに着眼、アジア女性の代名詞ともいえる黒髪の美しさを商品コンセプトに発売された。
キャッチコピーは「アジアンビューティー　世界が嫉妬する髪へ」。原材料は、大豆・真珠・椿油・朝鮮人参など、漢方を意識したものが用いられており、また、パッケージカラーのゴールドは、東南アジアの寺院の金色・輝きがイメージされていた。
国産ブランドとして特に日本人の髪質に合わせて研究・開発されているが、同じ髪質を持つ東アジア諸国の女性も販売対象であり、日本の他、台湾・香港・シンガポールなどでもTVCMが放映されていた。

## 沿革
- 2001年 - それまでヘアケア製品市場は花王ブランドがトップシェアを誇っていたが、ラックスで高級感を前面に打ち出した販売戦略を展開したユニリーバ・ジャパンにメーカー別シェア首位の座を奪われる[注 1]。そうした高級イメージ・高価格帯の海外製品の台頭に対抗して、花王は独自の高級ヘアケア製品の開発に着手する。
- 2003年10月 - 花王のヘアケア製品としてはラビナス（1996年発売、現在生産終了）から7年ぶりの新ブランドとして登場。初代イメージキャラクターとしてチャン・ツィイーを起用。従来の低価格帯製品と差別化を図り、あえて花王のシンボルマークを使用しないCMを放映[1] するなどの販売戦略を展開し、売り上げを大きく伸ばす。これにより花王は、ユニリーバからメーカー別シェア首位を再び奪回する。但しブランド別としては依然ラックスが首位である。
- 2005年
  - 10月 - シャンプー、コンディショナー、トリートメントにおいて、保湿成分として配合されていた米のエキスを椿油に変更するなどの一部改良を行う。
  - 11月 - 香港・台湾での発売を開始。
- 2006年
  - 4月 - 東洋美容エキスを高濃度配合した「濃密ヘアマスク」を追加発売。
  - 7月 - シャンプー、コンディショナー、トリートメントをシンガポールで発売開始。
  - 10月 - ケアスタイリングライン「美髪メイクシリーズ（美髪メイクヴェール、美髪メイクホイップ）」を発売。同時にアウトバストリートメント「美髪水」と「美髪美容液」をリニューアル発売。
- 2007年
  - 4月 - 海外向け製品「モイスチャーバランス」を香港・台湾で発売。
  - 10月 - シャンプー、コンディショナー、トリートメントにおいて、髪の保護膜の働きを補う処方の導入、パッケージデザインの変更などの大幅な改良を行う（濃密ヘアマスクもパッケージデザインをリニューアル）。またこれまで発売されていなかったシャンプーとコンディショナーのつめかえ用がラインナップに追加された。
- 2008年
  - 3月 - 発売5周年を機に、中国・タイでの発売を開始。同時期に海外向け製品「モイスチャーバランス」をシンガポールでも発売。
  - 4月 - 「美髪ミスト（従来の美髪水）」、「美髪美容液」、「美髪オイルスプレー（従来の美髪メイクヴェール）」を「ビューティコレクション」シリーズとしてリニューアルすると共に、「美髪オイル」を追加発売。「美髪ミスト」と「美髪美容液」、「美髪オイル」には髪の保護膜の働きを補う成分を配合。
  - 9月 - 第3の海外向け製品「シャインテラピー」を香港・台湾で発売開始。同年11月にはシンガポールでも発売開始。
- 2009年
  - 3月 - 国内向けのシャンプー・コンディショナー・トリートメントを刷新。補修・保湿・柔軟・保護の4つの作用を持つ「東洋エナジーエッセンス」を配合。従来製品は今回のリニューアルを機に「インナー・リッチ」のサブネームがついた。また、軽くしなやかでライトな質感に仕上げる「ネイチャー・スムース」を追加し、2ライン体制となった。海外ではタイで「モイスチャーバランス」の発売開始。なお、ポンプサイズは内容量の変更を行った（550ml→530ml）。
  - 4月 - マレーシアでの発売を開始。
  - 10月 - 髪質別に異なる傷みをケアするスペシャルケアライン「カスタマイズトリートメント」3種類を発売。同時に「濃密ヘアマスク」を高濃度の「東洋エナジーエッセンス」に処方改良し、「ネイチャー・スムース」を追加した。
- 2010年
  - 1月 - 「アジアンビューティ2010プロジェクト」を立ち上げ、発表同日より日本での展開を開始（アジア諸国では製品のリニューアルのタイミングで実施される為、開始時期が異なる）。日本版で起用されている香椎由宇を販売地域すべてにおける統一イメージキャラクターとして継続起用するほか、共通の特設サイトの立ち上げ（外部リンク参照）、JUJUをはじめとしたアジア各国の若手実力派女性アーティストを起用した限定ユニット「The Asian Beauties」を結成[2]。
  - 2月 - 台湾、シンガポール向けのラインナップを一新。
  - 3月 - 香港、マレーシア向けのラインナップを一新。
  - 4月 -  髪質別に異なる傷みをケアするスペシャルケアライン「カスタマイズトリートメント」に新たに洗い流さないタイプのトリートメント4種類を発売。この時に花王のシンボルマークが付く。
  - 7月 - 中国向けのラインナップを一新。同時に「シャインテラピー」の販売を開始。
- 2011年
  - 2月 - 
    - 台湾で「カスタマイズトリートメント」4アイテム（固い髪用、柔らかい髪用、熱浸透リッチミルク、熱浸透シェイクミスト）の販売を開始。
    - タイで「シャインテラピー」の販売を開始。
    - 国内向けのシャンプー・コンディショナー・トリートメント・濃密ヘアマスクが全面リニューアルされ、「ご自愛メソッド」が新たなキャッチコピーとして追加された。これを機に地肌と髪を同時にケアできる新処方となり、タイプも従来の「インナー・リッチ」は「しっとりリッチ」に、「ネイチャー・スムース」は「軽やかスムース」にそれぞれ名称変更された。同時にCMもリニューアルされ、シリーズ初のシャンプーシーンも登場している。

  - 3月 - マレーシアで「シャインテラピー」の販売を開始。
  - 4月 - シンガポールで「カスタマイズトリートメント」6アイテム（高潤保湿ミスト以外の全アイテム）の販売を開始。
- 2012年
  - 2月
    - 洗い流さないトリートメント3アイテム（しなやか美髪ミルク・しなやか美髪ミスト・しなやか美髪オイル）を発売。
    - 台湾で全面改良。日本での「しっとりリッチ」と「軽やかスムース」と同一処方・パッケージとなり、「シャインセラピー」は「艶やかセラピー」となった。ここを皮切りに、3月にシンガポール、4月に香港、5月に中国、6月にマレーシアと順次全面改良が行われた[注 2]。併せて、当時、日本版で起用されていた柴咲コウを販売地域すべてにおける統一イメージキャラクターとして起用した。

  - 8月 - 台湾で「しなやか美髪ミルク」・「しなやか美髪ミスト」・「しなやか美髪オイル」の販売を開始。
- 2013年
  - 2月[3] - 発売10周年を機に「美髪密度テクノロジー」を用いた新処方となり、シャンプー・コンディショナー・トリートメントを全面リニューアル。併せて、従来の「しっとリッチ」は「しっとりまとまるタイプ」に、「軽やかスムース」は「軽やかにまとまるタイプ」にそれぞれ改称され、シャンプー・コンディショナーは内容量を変更した（レギュラー:220ml→200ml、ポンプ:530ml→500ml、つめかえ用:380ml→340ml）。さらにリニューアルを機に、イメージキャラクターは石田純一と松原千明の娘でモデルのすみれと、台湾人女優のチャン・チュンニンに変更された。
  - 3月 - シンガポールで「しなやか美髪ミルク」・「しなやか美髪ミスト」・「しなやか美髪オイル」の販売を開始。
  - 7月 - 発売10周年を記念し、シャンプー・コンディショナーに、ホワイトを基調に花柄（「しっとりまとまるタイプ」はピンクの花柄、「軽やかにまとまるタイプ」はブルーの花柄）をあしらった限定デザインボトル・つめかえ用を数量限定で発売[注 3]。
  - 10月 - 同年2月のシャンプー・コンディショナー・トリートメントの全面刷新後も従来通り「しっとリッチ」・「軽やかスムース」の名称のままで販売されていた「濃密ヘアマスク」をリニューアル。2ライン体制から単独製品となり、新たにアロエエキス、リンゴ酸、グリコール酸を配合した新処方となった。また、持続効果があるため、使用頻度は週1～2回程度で良い。内容量は従来の200gから180gに変更した。
- 2014年
  - 1月 - 日本での「濃密ヘアマスク」のリニューアルを受け、台湾向けの「濃密ヘアマスク」がリニューアルされる。
  - 2月 - 2013年7月に発売された「発売10周年記念デザイン（ボトルポンプペア・つめかえ用増量品）」の第2弾を数量限定で発売。
  - 4月 - シャンプー・コンディショナー・トリートメントをリニューアル。アルガンオイル（アルガニアスピノサ核油）やリンゴ酸など7種の「オリエンタル美容成分」を配合するとともに、シャンプーはコンディショナーやトリートメントに用いられている美髪技術を採用。また、「しっとりまとまるタイプ」は「しっとり仕上がるタイプ」、「軽やかにまとまるタイプ」は「軽やかに仕上がるタイプ」に改名し、シャンプーとコンディショナーのポンプサイズは内容量を変更した（500ml→480ml）
  - 5月 - シンガポール向けの「濃密ヘアマスク」をリニューアル（なお、日本の場合とは異なり、「しっとリッチ 濃蜜ヘアマスク」からのリニューアル品として扱われており、「軽やかスムース 濃密ヘアマスク」は継続販売されていた）。
  - 9月 - 日本で同年4月にリニューアルした「しっとり仕上がるタイプ」・「軽やかに仕上がるタイプ」が「Hair Spa」シリーズとして香港でも発売開始（シャンプー・コンディショナーのみの設定）。
  - 10月 - 洗い流さないトリートメント3アイテムを全面刷新。7種類の天然由来成分で構成された「オリエンタル美容オイル」を配合。併せて、「しなやか美髪オイル」は「髪の美容オイル」に、「しなやか美髪ミルク」は「髪の美容ミルク」に、「しなやか美髪ミスト」は「髪の美容ミスト」にそれぞれ改名し、「髪の美容オイル」と「髪の美容ミルク」は内容量を増量（オイル:28ml→100ml、ミルク:100ml→120ml）。「髪の美容ミスト」は内容量を変更（200ml→140ml）してコンパクト化し、スプレー形状も変更。「しなやか美髪ミスト」に設定されていたつめかえ用が設定されなくなり（「しなやか美髪ミスト つめかえ用」は2014年9月製造終了）、「しなやか美髪ミスト つめかえ用」を「髪の美容ミスト」に詰替えて使用することもできなくなった。
- 2015年
  - 1月 - シンガポールでシャンプー・コンディショナー・トリートメント・濃密ヘアマスクをリニューアル（これに伴って継続販売されていた「軽やかスムース 濃密ヘアマスク」の販売を終了し、日本国内同様に「濃密ヘアマスク」のラインナップを統合した）。
  - 7月 - 日本での「しっとり仕上がるタイプ」・「軽やかに仕上がるタイプ」が「Hair Spa Therapy」シリーズとしてマレーシアでも発売開始。シャンプー・コンディショナーに加え、海外向けでは初めてとなるシャンプー&コンディショナー ミニセットも設定された。
  - 10月 - 日本で初の派生ブランド「アジエンスMEGURI」を発売。
- 2016年
  - 5月 - 日本で派生ブランド「アジエンスMEGURI」の「巡りケア体験BOX」を「体験BOX」に改名し、パッケージリニューアル。
  - 9月 - 日本でシャンプー・コンディショナー・トリートメントを全面リニューアル。髪質で異なる処方を採用し、「しっとり仕上がるタイプ」は硬い髪質用の「しっとり保湿タイプ」に、「軽やかに仕上がるタイプ」はやわらかい髪質用の「ふんわり弾力タイプ」（ボトルもブルーの差し色からピンク基調に変更）にそれぞれ改名。また、シャンプーとコンディショナーはレギュラーサイズを廃止してポンプサイズのみの設定となり、内容量を変更（480ml→450ml）。つめかえ用は「エッセンシャル」・「メリット」・「セグレタ」に次いでの採用となる新型詰め替え容器「ラクラクecoパック」となる。トリートメントも内容量を変更した（200g→180g）。また、日本でのリニューアルから13日後に台湾でもシャンプーとコンディショナーを発売。台湾での販売が再開される。
  - 10月 - 香港とシンガポールでシャンプーとコンディショナー（シンガポールはトリートメントを含む）を同日リニューアルし、日本仕様と統一される。
- 2017年
  - 3月 - 台湾でトリートメント（しっとり保湿タイプ・ふんわり弾力タイプ）を発売。
  - 9月 - 2層オイルタイプの洗い流さないトリートメント「うる艶浸透ケアオイル」を発売。
  - 10月 - 日本で派生ブランド「アジエンスMEGURI」を全面リニューアル。髪質別処方の2タイプとなったほか、シャンプーとジュレは内容量を増量（シャンプー:300ml → 430ml、ジュレ:200g → 220g）し、シャンプーには「ラクラクecoパック」仕様のつめかえ用（340ml）を追加。トライアルセットは各15gずつ・約1回分のピロー包装に変更した。
- 2019年11月[4] - 日本で濃密ヘアマスクをリニューアル。8種の天然由来成分・リンゴ酸・乳酸で構成された「オイルケア成分α」が配合されたほか、パッケージデザインも刷新され、黒基調となった。
- 2023年
  - 3月 - シャンプー・コンディショナーのつめかえ用を除く既存製品の製造を終了。
  - 9月 - シャンプー・コンディショナーのつめかえ用の製造を終了（店頭在庫が無くなり次第販売終了）。これにより、全製品が製造終了となり、20年の歴史に幕を閉じた。製品により異なるが、「エッセンシャル（派生シリーズのflatやザビューティを含む）」や「セグレタ」が代替品として移行される。

## ラインナップ
発売以来、「花王」のシンボルマークはパッケージに表示されていなかったが、2010年4月発売の「カスタマイズトリートメント」4アイテムから「kao」のシンボルマークが表記され、既存製品へも順次シンボルマークが表記されている。また、シャンプー・コンディショナーのつめかえ用にはシンボルマークと共に2009年6月に制定された環境宣言「いっしょにeco」もあわせて表記された。「アジエンス」発売当初から設定されていたレギュラーサイズは2016年9月のリニューアルに伴って製造終了となった。
以下は全て製造終了品である
- アジエンス
  - 美髪メイクホイップ - 「ビューティコレクション」シリーズの発売をもって製造終了
  - 美髪ミスト（従来の美髪水）- 2010年3月末で製造終了
  - 美髪美容液　- 2010年3月末で製造終了
  - 美髪オイル - 2010年3月末で製造終了
  - 美髪オイルスプレー（従来の美髪メイクヴェール）- 2010年3月末で製造終了
  - カスタマイズトリートメント 熱浸透リッチミルク - 2012年1月末で製造終了。「しなやか美髪ミルク」が後継品となる。
  - カスタマイズトリートメント 熱浸透シェイクミスト - 2012年1月末で製造終了
  - カスタマイズトリートメント 高潤保湿オイル - 2012年1月末で製造終了。「しなやか美髪オイル」が後継品となる。
  - カスタマイズトリートメント 高潤保湿ミスト - 2012年1月末で製造終了。「しなやか美髪ミスト」が後継品となる。
  - カスタマイズトリートメント 硬い髪用 - 「濃密ヘアマスク しっとりリッチタイプ」へ統合のため、2012年3月末で製造終了。
  - カスタマイズトリートメント 柔らかい髪用 - 「濃密ヘアマスク 軽やかスムースタイプ」へ統合のため、2012年3月末で製造終了。
  - カスタマイズトリートメント 弱った毛先用 - 「濃密ヘアマスク しっとりリッチタイプ」へ統合のため、2012年3月末で製造終了。
  - しなやか美髪ミルク - 「髪の美容ミルク」が後継品となる。
  - しなやか美髪オイル - 「髪の美容オイル」が後継品となる。
  - しなやか美髪ミスト - つめかえ用は2014年9月末で製造終了。「髪の美容ミスト」が後継品となる。
  - しっとり仕上がるタイプ シャンプー&コンディショナー ミニセット - リニューアルに伴い、2016年9月で製造終了。
  - 軽やかに仕上がるタイプ シャンプー&コンディショナー ミニセット - リニューアルに伴い、2016年9月で製造終了。
  - 髪の美容ミルク - 2017年9月製造終了。
  - 髪の美容ミスト - 2017年9月製造終了。
  - 髪の美容オイル - 2017年9月製造終了。
  - ふんわり弾力タイプ トリートメント - 2021年3月製造終了
  - うる艶浸透ケアオイル やわらかい髪質用 - 2021年3月製造終了
  - しっとり保湿タイプ シャンプー - 2023年3月製造終了、「エッセンシャル しっとりまとまる シャンプー」が代替品となる。
  - しっとり保湿タイプ コンディショナー - 2023年3月製造終了、「エッセンシャル しっとりまとまる コンディショナー」が代替品となる。
  - しっとり保湿タイプ トリートメント - 2023年3月製造終了、「エッセンシャル ザビューティ 髪のキメ美容プレミアムトリートメント モイストリペアプレミアム」が代替品となる。
  - ふんわり弾力タイプ シャンプー - 2023年3月製造終了、「セグレタ シャンプー」が代替品となる。
  - ふんわり弾力タイプ コンディショナー - 2023年3月製造終了、「セグレタ コンディショナー」が代替品となる。
  - 濃密ヘアマスク - 2023年3月製造終了、「エッセンシャルflat くせ・うねり集中ケアマスク」（※クスリのアオキ及び一部のECサイト限定発売）が代替品となる。
  - うる艶浸透ケアオイル 硬い髪質用 - 2023年3月製造終了、「エッセンシャル ザビューティ 髪のキメ美容プレミアムヘアオイル」が代替品となる。
- アジエンスMEGURI - インナークレンジングシャンプー、濃密ジュレ、インナーサプライヘアパック、体験BOXはリニューアルに伴い2017年10月製造終了、洗い出すシャンプー、くせ・うねりときほぐしジュレ、満たすトリートメント、トライアルセットは2019年9月製造終了。
  - インナークレンジングシャンプー ラベンダー&レモングラスの香り - 同じ香りを採用した「ハリ・コシがない うねって絡まる髪用 洗い出すシャンプー」が後継品となる。
  - インナークレンジングシャンプー ベルガモット&ネロリの香り - 同じ香りを採用した「ゴワつきやすい うねって広がる髪用 洗い出すシャンプー」が後継品となる。
  - インナークレンジングシャンプー ゼラニウム&ミントの香り
  - 濃密ジュレ
  - ツヤやかタイプ インナーサプライヘアパック
  - なめらかタイプ インナーサプライヘアパック
  - 体験BOX RELAX - シャンプー（ラベンダー&レモングラスの香り）・ジュレ・ヘアパック（ツヤやかタイプ）のミニサイズをセットにした約5回分のトライアルセット。
  - 体験BOX RESET - シャンプー（ベルガモット&ネロリの香り）・ジュレ・ヘアパック（ツヤやかタイプ）のミニサイズをセットにした約5回分のトライアルセット。
  - 体験BOX REFRESH - シャンプー（ゼラニウム&ミントの香り）・ジュレ・ヘアパック（ツヤやかタイプ）のミニサイズをセットにした約5回分のトライアルセット。
  - ゴワつきやすい うねって広がる髪用 洗い出すシャンプー
  - ゴワつきやすい うねって広がる髪用 くせ・うねりときほぐしジュレ
  - ゴワつきやすい うねって広がる髪用 満たすトリートメント
  - ゴワつきやすい うねって広がる髪用 トライアルセット
  - ハリ・コシがない うねって絡まる髪用 洗い出すシャンプー
  - ハリ・コシがない うねって絡まる髪用 くせ・うねりときほぐしジュレ
  - ハリ・コシがない うねって絡まる髪用 満たすトリートメント
  - ハリ・コシがない うねって絡まる髪用 トライアルセット

## イメージキャラクター
歴代イメージキャラクターは、各界で活躍しているアジア人女性を起用している。
| 人物                                   | 出身地 | 起用期間                |
| -------------------------------------- | ------ | ----------------------- |
| チャン・ツィイー（女優）               | 中国   | 2003年10月 - 2006年12月 |
| 知花くらら（フリーライター）           | 日本   | 2007年2月 - 2007年9月   |
| ワン・チーミン（バレリーナ）           | 中国   | 2007年4月 - 2007年9月   |
| 矢野沙織（サクソフォーン奏者）         | 日本   | 2007年5月 - 2007年9月   |
| 後藤久美子（女優）                     | 日本   | 2007年10月 - 2008年3月  |
| チョン・ジヒョン（女優）               | 韓国   | 2007年10月 - 2009年3月  |
| 浅田真央（フィギュアスケート選手）     | 日本   | 2008年12月 - 2011年1月  |
| 香椎由宇（女優）                       | 日本   | 2009年3月 - 2011年1月   |
| 柴咲コウ（女優）                       | 日本   | 2011年2月 - 2013年1月   |
| ヨンア（ファッションモデル、タレント） | 韓国   | 2011年2月 - 2013年1月   |
| すみれ（ファッションモデル、タレント） | 日本   | 2013年2月 - 2015年3月   |
| チャン・チュンニン（女優）             | 台湾   | 2013年2月 - 2015年3月   |
| 高梨臨（女優）                         | 日本   | 2015年4月 -             |
| 長澤まさみ（女優）                     | 日本   | 2015年10月 -            |
| 早見あかり（女優）                     | 日本   | 2016年9月 -             |

※1. 上表は基本として起用順であるが、同時に複数の人物が起用開始されている場合は、人物名の五十音順とした。
※2. 2016年9月から放送された「ほの色アカデミー」篇では、徳井義実（チュートリアル）も起用されている。

## CM音楽
- 坂本龍一「ASIENCE」（2003年10月 - 2007年9月）[12]
- 矢野沙織「I&I」（2007年5月 - 2007年9月）
- 宇多田ヒカル「Stay Gold」（2007年10月 - 2008年9月）
- 福原美穂「雪の光」（2008年10月 - 2009年3月）
- 絢香「みんな空の下」（2009年3月 - 2009年12月）
- 阿部芙蓉美「Birthday」（2009年12月 - ）[13]
- The Asian Beauties「S.H.E.」（2010年1月23日 - ）[14]
- 柴咲コウ
  - 「wish」（2011年2月 -）
  - 「Strength」
  - 「ゆくゆくは」
- 葉加瀬太郎 オリジナル曲（2013年2月 - ）